# Campanula lezgina
Campanula lezgina är en klockväxtart som först beskrevs av Mikhail Aleksandrovich Alexeenko, och fick sitt nu gällande namn av Alfred Alekseevich Kolakovsky och L.B. Serdyukova. Campanula lezgina ingår i släktet blåklockor, och familjen klockväxter. Inga underarter finns listade i Catalogue of Life.